# Дассо, Вилли
Гильермо Игнасио Николас «Вилли» Дассо Драго (исп. Guillermo Ignacio Nicolás "Willy" Dasso Drago; 10 января 1917, Лима, Перу — 10 ноября 1990, Сан-Исидро, Лима, Перу) — перуанский баскетболист,  участник летних Олимпийских игр 1936 года.
Входил в состав сборной Перу по баскетболу.
Вилли Дассо сыграл за сборную своей страны 2 матча на летних Олимпийских играх 1936 (против Египта и Китайской Республики).